# Thạch Sùng (nhà Tấn)
Thạch Sùng (chữ Hán: 石崇; 249-300) là quan nhà Tây Tấn trong lịch sử Trung Quốc, nổi tiếng là nhân vật xa hoa giàu có đương thời.

## Biết con không ai bằng cha
Thạch Sùng tên chữ là Quý Luân, hiệu là Tề Nô, ở Thanh Châu đời Tây Tấn.
Từ thuở nhỏ, ông có tư chất thông minh, nhiều mưu trí. Cha ông là Thạch Bào, lúc gần chết, chia gia tài cho các con thì Thạch Sùng được phần ít nhất. Bà vợ thấy vậy hỏi chồng: 
Tại sao không chia đều cho các con?
Thạch Bào đáp:
Tuy bây giờ chia cho nó ít, nhưng ngày sau nó sẽ giàu hơn mấy đứa kia gấp bội.

## Vinh hiển và giàu có
Thạch Sùng lớn lên, nhờ tài năng nên năm 20 tuổi (268) được bổ làm quan lệnh ở Tu Vũ, rồi sau đổi ra làm Thái thú Dương Thành. Nhân vì có công bình định nước Đông Ngô nên ông được vua phong làm An Dương Hầu.
Vua Tấn Vũ Đế thấy Thạch Sùng có tài, cho làm Thứ sử Kinh Châu, kiêm chức hiệu uý Nam man. Lúc ở Kinh Châu, Thạch Sùng tư thông với giặc cướp, cướp của những người đi buôn, nên chẳng bao lâu, Thạch Sùng trở nên đại phú. Về sau, Thạch Sùng được thăng Thái Bộc và Vệ Úy.
Thạch Sùng cất một biệt thự rất tráng lệ ở Lũng Kim Cốc, thường hội họp bạn bè ở đây để ăn uống, chơi bời.
Càng ngày Thạch Sùng càng giàu có, xây cất lầu các nguy nga, giăng toàn gấm vóc, đồ trân quý nhiều không kể hết, tài sản to lớn, được xem là bậc nhất thiên hạ khi đó.

## Đua của báu với Vương Khải
Thời bấy giờ có quan Hậu tướng quân là Vương Khải, em của Văn Minh hoàng hậu, nhà cũng rất giàu có và ăn tiêu xa xỉ.
Một hôm, Vương Khải và Thạch Sùng cạnh tranh nhau về sự giàu có. Vương Khải nói: 
Nhà tôi lấy mật rửa chảo.
Thạch Sùng nói:
Nhà tôi lấy nến bạch lạp làm củi.
Các quan nghe vậy liền bảo rằng:
Lời nói không lấy gì làm bằng, muốn biết ai hơn kém thì phải lấy những thứ quý nhất đem ra, hễ ai nhiều thì được.
Vương Khải bèn lấy trướng lụa đem ra trải đường được 40 dặm. Thạch Sùng cũng đem trướng lụa ra trải, dài được 50 dặm. Vương Khải dùng phấn đá đỏ quét vôi nhà thì Thạch Sùng lại dùng hồ tiêu quét lên vách.
Các quan trong triều thấy Thạch Sùng đều hơn nên rất khen ngợi. Vua Tấn Vũ đế thấy Vương Khải kém thế nên tặng cho Vương Khải một cây san hô cao hai thước. Vương Khải liền đem cây san hô ra thi. Thạch Sùng liền lấy cây gậy ngọc Như Ý đập cây san hô ấy vỡ tan. Vương Khải cả giận nói:
Túc hạ không có của quý như thế mà đem thi, nên mới đập cây san hô của ta!
Thạch Sùng vội đáp:
Xin ngài đừng vội giận, ta xin đền cây khác lớn hơn.
Nói rồi xin trở về nhà đem đến bốn cây san hô đều cao bốn thước, sáng rực, lấy một cây đền cho Vương Khải.
Các bạn hai bên đều xin hòa, ai trở về nhà nấy.

## Tai hoạ
Vua Tấn Vũ Đế chết, thái tử Trung lên nối ngôi, tức là Tấn Huệ Đế. Từ lâu, Huệ Đế nhu nhược, quyền hành về tay Tám vị Thân vương và Hoàng hậu Giả Nam Phong. Giả hậu mưu giết Dương Thái Hậu và các thân vương mà tranh quyền, gây ra Loạn bát vương.
Một hoàng thân là Triệu vương Tư Mã Luân, đem quân vào cung, bắt vua Huệ Đế phải bỏ Giả Hậu, rồi bắt Giả Hậu giết đi, bình được mối loạn Giả Hậu, nắm giữ binh quyền. Tư Mã Luân làm Tướng quốc, tin dùng một gia thần là Tôn Tú.
Tôn Tú nghe nói Thạch Sùng có nàng ái cơ tên là Lục Châu, nhan sắc xinh đẹp lạ thường, lại thêm cầm kỳ thi họa đều giỏi, múa hát rất hay, vẫn được Thạch Sùng yêu mến, để ở riêng trên lầu Kim Cốc. Tôn Tú lập tức sai sứ đến bắt
Khi sứ đến, Thạch Sùng ra tiếp. Sứ giả nói:
Tôn thị trung (tức Tôn Tú) nghe nói ngài có nhiều người hầu đẹp, sai tôi đến đây muốn mượn ngài một người.
Thạch Sùng bèn gọi ra vài mươi người, cho sứ giả chọn, nhưng sứ giả nói:
Mấy người này ăn mặc thì đẹp, nhưng quan thị trung bảo tôi phải tìm được nàng Lục Châu. Xin ngài đưa Lục Châu ra đây tôi rước về dâng cho Tướng quốc.
Thạch Sùng đáp:
Không được, Lục Châu là ái cơ của ta, dẫu thế nào cũng không cho bắt được.
Quân hầu am hiểu sự đời, sao không nhận rõ thời thế hiện nay, nếu cưỡng lại ắt có vạ to. Quân hầu nên nghĩ lại.
Thạch Sùng nhất định không nghe. Sứ phải trở về báo lại với Tôn Tú. Tôn Tú cả giận, muốn giết Thạch Sùng, lại nhân có thù cả với bạn đồng liêu của ông là Phan Nhạc, bèn vào bẩm với Tư Mã Luân:
Thạch Sùng, Phan Nhạc có ý phản, ỷ thế giàu có âm mưu làm loạn, nếu bây giờ không trừ, sau hối không kịp.
Tư Mã Luân nói:
Nếu thế thì cứ bắt nó giết đi.
Tôn Tú được lệnh, đem 200 quân đến vây nhà Thạch Sùng. Thạch Sùng đang ở trên lầu với nàng Lục Châu, thấy quân kéo đến, hô lệnh bắt. Thạch Sùng cả sợ nói:
Tôi vì nàng mà bị tội, không rõ họ bắt tôi đem đi đâu?
Lục Châu khóc thưa rằng:
Quân hầu đã vì thiếp mà phải tội thì thiếp cũng vì Quân hầu mà chết. Thiếp xin chết trước chớ mặt nào lại vào cửa khác để nhục đến Quân hầu.
Nói rồi nàng nhảy từ lầu cao xuống đất tự tử. Quân lính vào bắt Thạch Sùng đưa đi. Ông nói:
Ta không có tội, chỉ vì chơi bời rộng rãi mà thôi
Khi quân lính giải đến pháp trường, Thạch Sùng mới biết mình bị xử tử, bèn khóc than rằng:
Bọn người giết ta, chỉ vì tham gia tài của ta mà thôi!
Người áp giải nói:
Đã biết tiền của hay làm họa cho người, sao không phát tán đi từ trước?
Bạn đồng liêu của ông là Phan Nhạc cũng bị giải đến, Thạch Sùng ngạc nhiên hỏi vì sao Nhạc cũng bị bắt tới, Phan Nhạc khóc, nhắc lại câu chuyện có lần đến chơi lầu Kim Cốc của ông, làm bài thơ có câu: Đầu bạc cùng chỗ về, nay thấy ứng nghiệm.
Thạch Sùng bị chém chết, gia sản bị tịch thu. Năm đó ông 52 tuổi.

## Giai thoại sau cái chết
Xem thêm: Sự tích con thạch sùng
Tương truyền, Thạch Sùng chết uất ức, khí uất không tan hóa thành con vật thuộc lớp bò sát gọi là thạch sùng, cứ tắc lưỡi như tiếc của.